# Myrmeleon (Myrmeleon) picturatus
Myrmeleon (Myrmeleon) picturatus is een insect uit de familie van de mierenleeuwen (Myrmeleontidae), die tot de orde netvleugeligen (Neuroptera) behoort. 
Myrmeleon (Myrmeleon) picturatus is voor het eerst wetenschappelijk beschreven door Navás in 1914.